# 夕張メロン

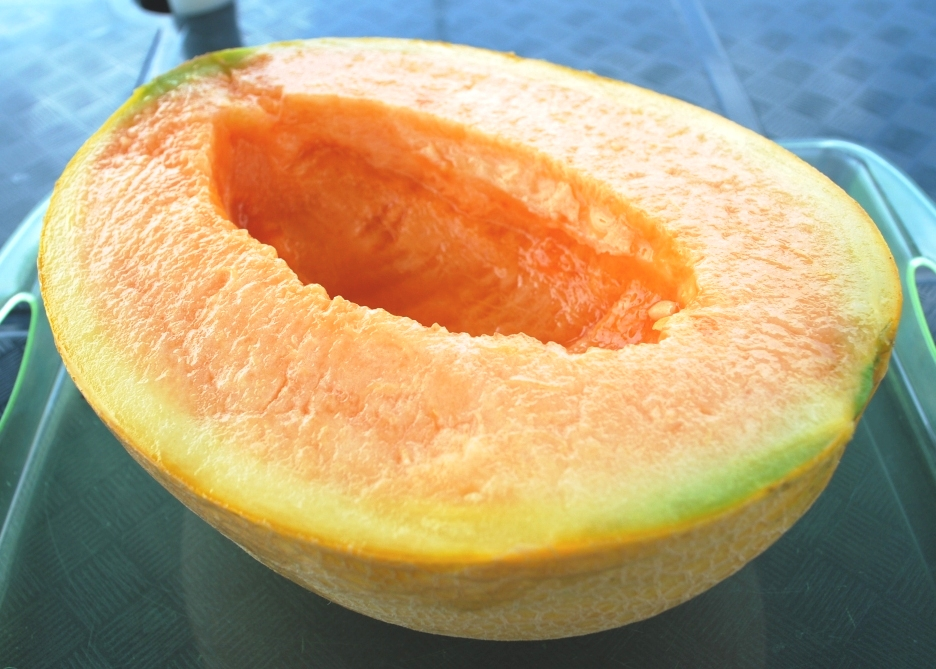
夕張メロン（ハーフカット）

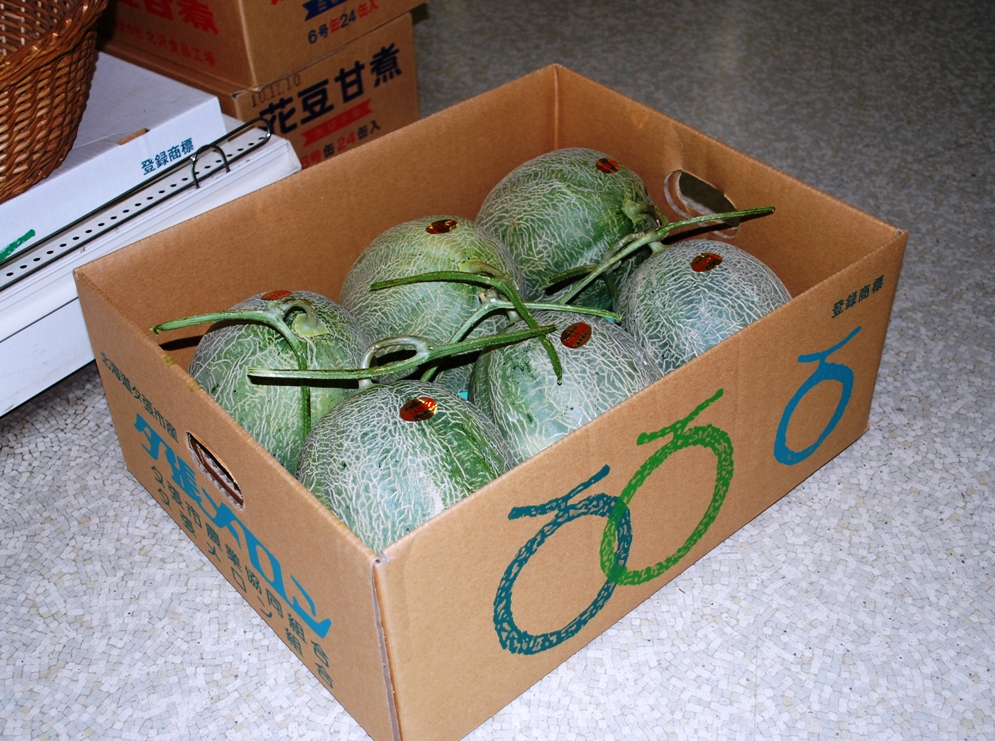
箱詰めされた夕張メロン

夕張メロン（ゆうばりメロン）は、北海道夕張市を生産地とする赤肉系メロンで、夕張市農業協同組合（JA夕張市）の登録商標（登録番号：第2591067号）である。品種名は夕張キング（ゆうばりキング）。

## 概要
「スパイシーカンタロープ」を父、「アールスフェボリット」を母とするF1品種（一代交配種）である。そのため、夕張キングから取った種を植えても同じメロンはできない。
形状は長円形で、ネットを形成する。果皮色は収穫時は緑～灰緑色で、食べごろには黄色となる。芳醇な香りが強く、果肉は繊維質が少なくジューシーで柔らかいオレンジ色で、糖度は10度以上である。

## 名称
夕張市農業協同組合（JA夕張市）に集荷され、ブランドを守るため、厳しい品質検査に合格したものだけが「夕張メロン」のラベルシールが貼られて出荷される。検査員は生産者の中から選出される。外観が基準を満たさないものは加工用となる。
夕張メロンは登録商標であるため、隣接する市町村産のメロンは、夕張メロンの名を冠することはできない。そのため、90年代前半まで北海道内で栽培されていた夕張キングを箱詰めした場合、その地域ブランド名を記したケースや箱で販売されていた。ただし、箱に記載の品種名は「夕張キング」と表示がなされていた。

## 流通
日持ちに難点があることから、かつては「幻のメロン」と呼ばれており道内での消費がメインであった。
夕張市農協でも傷む前に道外の消費者のもとに届ける産地直送販売を行っていたが売り上げは年間3000 - 4000ケースに留まっていた。しかし大手宅配業者であるフットワークが産地直送サービスうまいもの便を開始して盛んに宣伝したことで初年度に3万5000ケースを売り上げた。うまいもの便の成功やダイエーでの取り扱いが始まったことで市場が広がり、夕張メロンは全国ブランドへと成長することとなった。

## 生産
夕張メロンの種は、農協の金庫で厳重に保管されている。ハウス栽培とトンネル栽培があり、ハウス栽培は7月中旬までに出荷し、トンネル栽培は9月までに出荷する。いずれも地這え栽培を主として、一つの株から二本の蔓を伸ばして3 - 4個収穫する。受粉はミツバチによって行われ、受粉からの日数は40 - 46日位である。しかしながら、条件によってはその日数も異なり、気温が高いときのほうが、収穫は早まって糖度も落ちる傾向にある。

## 類似品種
札幌キング、キング系と呼ばれている赤肉メロンも、夕張メロンとほぼおなじ掛け合わせで交配されている（アールス・フェボリットには種類が色々あり、そのうちの一つを親としている）。一方、ルピアレッドに代表されるレッド系と呼ばれるものは、食感と糖度が違う別の品種である。
- 夕張IKメロン（夕張愛渓メロン）は、小林2号（I.Kメロン）と夕張キング（夕張メロン）の交配種。

## 歴史
- 1960年（昭和35年）
  - 4月5日 - 17名の有志により夕張メロン組合が設立。
  - 「夕張キング」誕生。
- 1972年（昭和47年）12月 - 日本農業賞受賞。
- 1973年（昭和48年）10月5日 - 最初の商標出願。
- 1979年（昭和54年）
  - 5月31日 - 商標登録（メロンに貼るシール）。登録番号：第1379023号および第1379024号
  - 全国初の産地直送を開始。
- 1982年（昭和57年） - フットワークがうまいもの便のサービスを開始し、夕張メロンの取り扱いを行う[1]。
- 1993年（平成5年）
  - 10月29日 - 「夕張メロン」商標登録。登録番号：第2591067号および第25910678号
  - ふるさと小包郵政大臣賞受賞。
- 1996年（平成8年）6月28日 - 「夕張キング」「夕張キングメロン」商標登録。

## 初競り
毎年5月中旬に札幌市中央卸売市場で行われる初競りは全国ニュースとなる。近年、2玉入1箱で100万円以上の値を出し、夕張市の財政破綻後も、高額値を叩き出す。初セリ時の落札者上位10名には、落札者の証として、夕張市農協より時計付きのパネルが贈呈される。

### 最高落札価格の推移
| 初競りでの落札価格（2玉入1箱） | 初競りでの落札価格（2玉入1箱） | 初競りでの落札価格（2玉入1箱） | 初競りでの落札価格（2玉入1箱） | 初競りでの落札価格（2玉入1箱）   | 初競りでの落札価格（2玉入1箱）                                                                         |
| 年                             | 競り日                         | 価格（円）                     | 等級ランク                     | 落札者                           | 備考                                                                                                   |
| ------------------------------ | ------------------------------ | ------------------------------ | ------------------------------ | -------------------------------- | --- |
| 1985                           | 5月7日                         | 60,000                         | 不明                           | 三越札幌店                       | - |
| 1986                           | 不明                           | 不明                           | 不明                           | 三越札幌店                       | - |
| 1987                           | 不明                           | 不明                           | 不明                           | 三越札幌店                       | - |
| 1988                           | 不明                           | 不明                           | 不明                           | 三越札幌店                       | - |
| 1989                           | 不明                           | 150,000                        | 不明                           | 三越札幌店                       | - |
| 1990                           | 不明                           | 不明                           | 不明                           | 三越札幌店                       | - |
| 1991                           | 不明                           | 234,000                        | 不明                           | 三越札幌店                       | - |
| 1992                           | 5月6日                         | 260,000                        | 不明                           | 三越札幌店                       | 最高額更新                                                                                             |
| 1993                           | 5月8日                         | 220,000                        | 不明                           | 三越札幌店                       | - |
| 1994                           | 5月13日                        | 260,000                        | 秀                             | 三越札幌店                       | - |
| 1995                           | 5月6日                         | 250,000                        | 不明                           | 三越札幌店                       | - |
| 1996                           | 5月9日                         | 270,000                        | 特秀                           | 三越札幌店                       | 最高額更新                                                                                             |
| 1997                           | 5月15日                        | 270,000                        | 特秀                           | 三越札幌店                       | - |
| 1998                           | 5月14日                        | 270,000                        | 特秀                           | 三越札幌店                       | - |
| 1999                           | 5月16日                        | 270,000                        | 秀                             | 三越札幌店                       | - |
| 2000                           | 5月15日                        | 280,000                        | 特秀                           | 三越札幌店                       | 最高額更新                                                                                             |
| 2001                           | 5月16日                        | 300,000                        | 特秀                           | 三越札幌店                       | 最高額更新                                                                                             |
| 2002                           | 5月14日                        | 300,000                        | 秀                             | 三越札幌店、丸井今井札幌本店     | - |
| 2003                           | 5月13日                        | 330,000                        | 秀                             | 大丸札幌店、丸井今井札幌本店     | 最高額更新、大丸札幌店は開業初年                                                                       |
| 2004                           | 5月14日                        | 420,000                        | 秀                             | ロビンソン百貨店札幌店           | 最高額更新、ロビンソン百貨店札幌店は開業10周年                                                         |
| 2005                           | 5月16日                        | 600,000                        | 秀                             | 株式会社小笠原商店               | 最高額更新、同社は新千歳空港の土産店 ビッダーズに出品、12.1万円と12.0万円で落札                        |
| 2006                           | 5月17日                        | 800,000                        | 秀                             | 株式会社四季舎                   | 最高額更新、同社は苫小牧市の食品卸会社 楽天オークションに出品、7.0万円と7.2万円で落札                  |
| 2007                           | 5月15日                        | 2,000,000                      | 秀                             | 丸井今井札幌本店                 | 最高額更新、丸井今井は創業135周年 夕張市財政破綻後の初競り（夕張市財政破綻の復興支援として）           |
| 2008                           | 5月13日                        | 2,500,000                      | 秀                             | 有限会社イビ                     | 最高額更新 同社は、場外市場向かいさっぽろ青果館内にある鮮魚店 店内に展示後、1カット100円にて販売       |
| 2009                           | 5月15日                        | 500,000                        | 秀                             | 有限会社上田物産                 | 同社は、場外市場の鮮魚店 全国的な不況（リーマンショック）の煽りを受け落札価格が落ち込む                |
| 2010                           | 5月17日                        | 1,000,000                      | 秀                             | 有限会社蔵重商店                 | 同社は、札幌市中央卸売市場の青果物仲卸会社 中央卸売市場の発展貢献者に寄贈 夕張メロン生産組合生誕50周年 |
| 2011                           | 5月13日                        | 1,000,000                      | 秀                             | 有限会社蔵重商店                 | 4月に就任した鈴木直道夕張市長が競り見学 小売業3団体に無償提供                                          |
| 2012                           | 5月17日                        | 1,000,000                      | 秀                             | 有限会社蔵重商店                 | 昨年に引き続き鈴木直道夕張市長が競りに立会い 東川町の農業生産法人Tokoファームの依頼による落札          |
| 2013                           | 5月24日                        | 1,600,000                      | 秀                             | 有限会社蔵重商店                 | 3年連続で鈴木直道夕張市長が競りに立会い 食育の授業で親交のある札幌市立藻岩北小学校にプレゼント         |
| 2014                           | 5月23日                        | 2,500,000                      | 秀                             | 有限会社イビ                     | - |
| 2015                           | 5月22日                        | 1,500,000                      | 秀                             | 清水商事株式会社                 | 同社は、新潟県に本社を置くスーパーマーケットチェーン 北海道外の業者が初めて競り落とす                  |
| 2016                           | 5月26日                        | 3,000,000                      | 秀                             | 小西青果株式会社                 | 最高額更新 同社は、兵庫県でスーパーマーケット「くらし快援隊」を経営                                    |
| 2017                           | 5月26日                        | 1,500,000                      |                                | 有限会社蔵重商店                 | 前年よりも多い290箱が初競りにかけられた                                                                |
| 2018                           | 5月26日                        | 3,200,000                      |                                | ホクユーパック                   | 最高額更新 同社は夕張市の青果梱包会社 夕張市農協銘産センターで展示後、先着60人に振舞う                 |
| 2019                           | 5月24日                        | 5,000,000                      | 秀                             | ポッカサッポロフード＆ビバレッジ | 最高額更新 同社が販売している飲料「北海道夕張メロンソーダ」の発売10周年を記念して競りに参加            |
| 2020                           | 5月25日                        | 120,000                        | 秀                             | ふたみ青果株式会社               | 同社は釧路市の青果卸売業者 競りには前日に収穫された554玉が出された                                     |
| 2021                           | 5月24日                        | 2,700,000                      | 秀                             | ホッカイドウ プロダクツ          | 同社は札幌市にある乳幼児向け食品の販売会社                                                             |
| 2022                           | 5月26日                        | 3,000,000                      | 秀                             | ホクユーパック                   | 過去最高の610箱が初セリにかけられる                                                                    |
| 2023                           | 5月25日                        | 3,500,000                      | 秀                             | ホクユーパック                   | 競り落としたのはホクユーパックで２年連続となる 競りには262玉が出された                                 |
| 2024                           | 5月24日                        | 3,000,000                      | 秀                             | ホクユーパック                   | 競り落としたのはホクユーパック 3年連続となる 過去最多の848箱（1,696玉）が競りに出された                |
| 2025                           | 5月26日                        | 1,000,000                      | 秀                             | サンウロコ鱗商会                 | サンウロコ鱗商会は、小樽市で鮮魚などの卸・販売をしている企業 802玉が競りに出された                     |

## 出来事
- 1980年代前半に夕張メロンの苗木をもととして北海道内の夕張以外の土地で生産・収穫されたものが夕張メロンとして販売された経緯があり社会問題となった[7]。そのため、北海道石狩・空知（夕張市周辺を除く）・後志・上川管内で栽培された夕張キングは夕張市からの苦情により出荷地方が独自に定めた名称[8]で販売していた時期があり、その場合はブランド名は出荷地域のブランド名を用いており品種としては「夕張キング」とする事例があった。1990年代前半に夕張キングの種及び苗木が夕張市のみの取扱となった事から夕張キングを他の地方で栽培される事はなくなっている。
- 正規品の夕張メロンの箱（JA夕張の検印はない）が入手できるためか、製品シールの偽装工作も発生し、異なるメロン（同系品種のメロン（ほべつメロンなど）に貼り付けて販売された事件も発生している。